# Kyjatice
Kyjatice jsou obec na Slovensku, v okrese Rimavská Sobota v Banskobystrickém kraji. V obci žije 65 obyvatel.

## Poloha

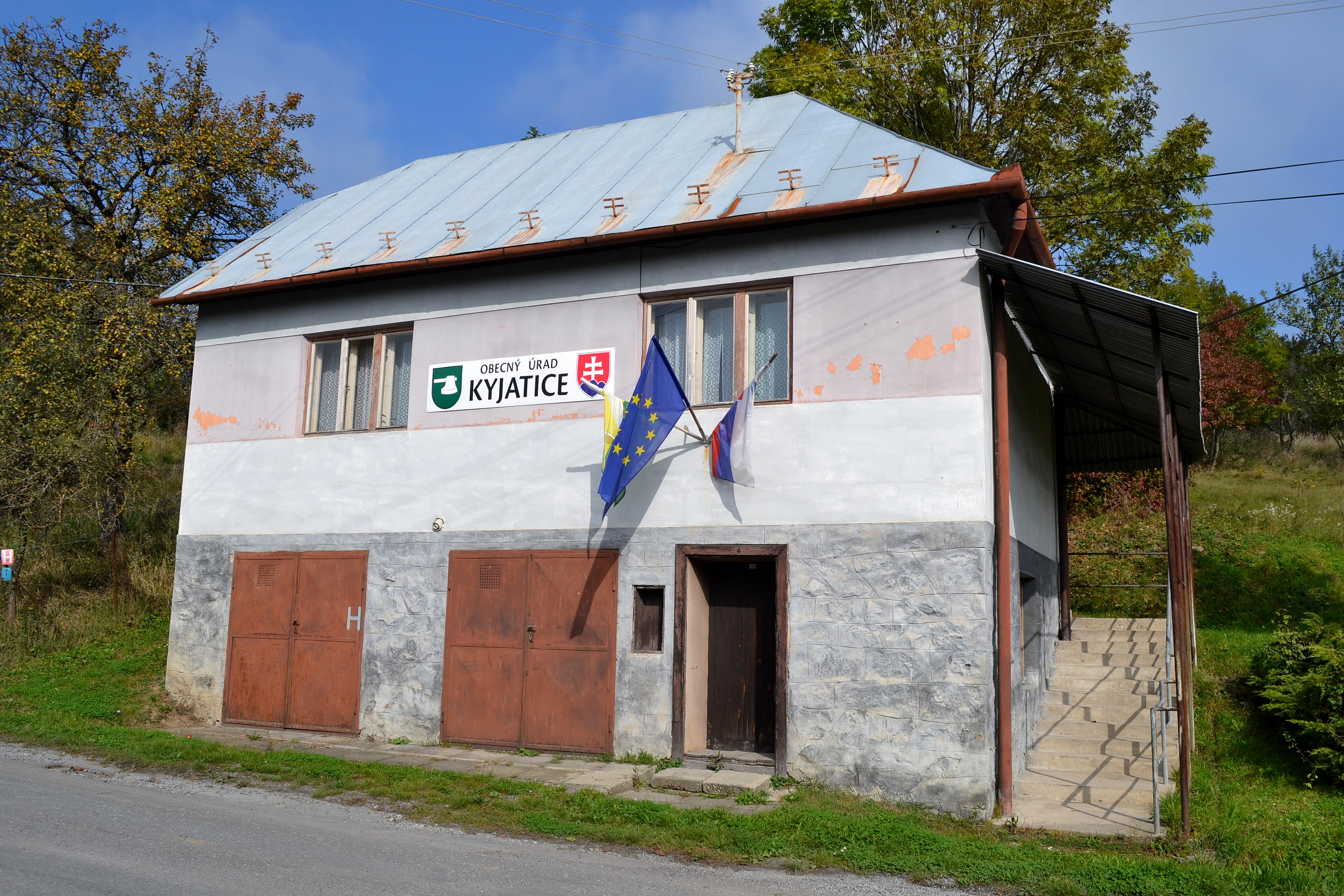
Budova obecního úřadu v Kyjaticích

Obec leží v jihovýchodní části Slovenského rudohoří, mezi údolími Blhu a potokem Papča, v mikroregionu Teplý vrch. Povrch je vrchovinového typu s nadmořskou výškou v rozmezí 450 až 565 m n. m., střed obce je ve výšce 465 m n. m. Území je tvořeno andezity a vápenci. Z celkové výměry 615 ha připadá na zemědělskou půdu 390 ha (63%), z toho je 85 ha orná půda 15 ha zahrad a 290 ha jsou 290 ha. Lesy (dubové) se rozprostírají na ploše 206 ha.

## Historie
Archeologické nálezy z roku 1941, 1974 a 1985 dokládají osídlení území v pozdní době bronzové s bohatými nálezy tzv. Kyjatické kultury. První písemná zmínka o obci pochází z roku 1413, kde je jmenována jako Kyethe. Pozdější názvy jsou Kiecice z roku 1773 a od roku 1927 Kyjatice. Obec patřila rodu Derencsényů, v 16. a 17. století Lórantfyům a Rákocziům. Od 18. století patřila pod Muránské panství. Kolem roku 1560 byla zničena Turky.
Hlavní obživou byla zemědělská výroba a výroba dřevěných předmětů.

## Památky
Evangelický románsko-gotický kostel z 13. století, přestavěný v 15. století se zachovanými nástěnnými malbami z 14. století a renesančním malovaným dřevěným stropem z roku 1637. Renesanční oltář je z roku 1678. Kostel je kulturní památkou Slovenska.